# Joaquín Fernández
Joaquín Fernández Moreno (ur. 31 maja 1996 w Huércal de Almería) – hiszpański piłkarz występujący na pozycji pomocnika w Realu Valladolid.